# Hamdija Omanović
Hamdija Omanović, bosanski general, * 23. maj 1915, † november 1990.

## Življenjepis
Leta 1941 je vstopil v KPJ in naslednje leto v NOVJ. Med vojno je bil med drugim tudi poveljnik 8. krajiške brigade.
Po vojni je bil pomočnik direktorja Direkcije državnih železnic Sarajevo, pomočnik poveljnika armade,...